# Vertebrae
Vertebrae este cel de-al zecelea album de studio al formației Enslaved.
Cu acest album Enslaved a câștigat a treia oară premiul Spellemannprisen (cel mai important premiu muzical din Norvegia) la categoria "Cel Mai Bun Album Metal". Acest album este caracterizat de aranjamente muzicale complexe, influența celor de la Pink Floyd fiind evidentă, dar păstrează și agresivitatea specifică black metal-ului.
Revista Terrorizer a clasat Vertebrae pe primul loc în clasamentul "Cele mai bune 40 de albume ale anului 2008".

## Lista pieselor
1. "Clouds" - 06:09
2. "To The Coast" - 06:27
3. "Ground" - 06:38
4. "Vertebrae" - 05:01
5. "New Dawn" - 05:23
6. "Reflection" - 07:45
7. "Center" - 07:33
8. "The Watcher" - 04:11

## Personal
- Grutle Kjellson - vocal, chitară bas
- Ivar Bjørnson - chitară
- Ice Dale - chitară
- Cato Bekkevold - baterie
- Herbrand Larsen - sintetizator

## Clasament
| Țara     | Poziția |
| -------- | ------- |
| Norvegia | 20      |